# FC Tokyo 2003
Questa voce raccoglie le informazioni riguardanti il FC Tokyo nelle competizioni ufficiali della stagione 2003

## Stagione
Mantenendosi nelle posizioni di classifica medio-alte in entrambe le fasi del campionato, il F.C. Tokyo concluse il torneo al quarto posto mentre, nelle coppe, la squadra confermò le prestazioni della stagione precedente.

## Divise e sponsor
Vengono confermate tutte le divise della stagione precedente, prodotte dall'Adidas recanti sulla parte anteriore lo sponsor Eneos
| Manica sinistra · Manica sinistra · Maglietta · Maglietta · Manica destra · Manica destra · Pantaloncini · Pantaloncini · Calzettoni · Calzettoni | Manica sinistra · Manica sinistra · Maglietta · Maglietta · Manica destra · Manica destra · Pantaloncini · Pantaloncini · Calzettoni |

## Rosa
| N. |                     | Ruolo | Calciatore       |
| -- | ------------------- | ----- | ---------------- |
| 1  | Giappone (bandiera) | P     | Yōichi Doi       |
| 2  | Giappone (bandiera) | D     | Teruyuki Moniwa  |
| 3  | Brasile (bandiera)  | D     | Jean             |
| 4  | Giappone (bandiera) | D     | Shinya Sakoi     |
| 5  | Giappone (bandiera) | C     | Kensuke Kagami   |
| 6  | Giappone (bandiera) | D     | Takayuki Komine  |
| 7  | Giappone (bandiera) | C     | Satoru Asari     |
| 8  | Giappone (bandiera) | D     | Ryūji Fujiyama   |
| 9  | Giappone (bandiera) | A     | Kenji Fukuda     |
| 10 | Giappone (bandiera) | C     | Fumitake Miura   |
| 11 | Brasile (bandiera)  | A     | Amaral           |
| 13 | Giappone (bandiera) | A     | Mitsuhiro Toda   |
| 14 | Giappone (bandiera) | C     | Yoshirō Abe      |
| 15 | Giappone (bandiera) | D     | Tetsuya Itō      |
| 16 | Giappone (bandiera) | C     | Masashi Miyazawa |
| 17 | Giappone (bandiera) | D     | Jō Kanazawa      |
| 18 | Giappone (bandiera) | C     | Naohiro Ishikawa |

| N. |                          | Ruolo | Calciatore          |
| -- | ------------------------ | ----- | ------------------- |
| 19 | Brasile (bandiera)       | C     | Kelly               |
| 20 | Giappone (bandiera)      | D     | Akira Kaji          |
| 21 | Giappone (bandiera)      | P     | Taishi Endo         |
| 22 | Giappone (bandiera)      | P     | Hideaki Ozawa       |
| 23 | Giappone (bandiera)      | C     | Tetsuhiro Kina      |
| 24 | Giappone (bandiera)      | C     | Masamitsu Kobayashi |
| 25 | Giappone (bandiera)      | A     | Yusuke Kondo        |
| 26 | Giappone (bandiera)      | C     | Kazuyoshi Suwazono  |
| 27 | Giappone (bandiera)      | C     | Norio Suzuki        |
| 28 | Giappone (bandiera)      | C     | Keishi Otani        |
| 29 | Giappone (bandiera)      | D     | Kazuya Maeda        |
| 30 | Giappone (bandiera)      | C     | Yuta Baba           |
| 31 | Giappone (bandiera)      | P     | Kenichi Kondo       |
| 32 | Giappone (bandiera)      | D     | Hiroyuki Omata      |
| 33 | Corea del Sud (bandiera) | C     | Oh Jang-Eun         |
| 34 | Giappone (bandiera)      | C     | Yōhei Kajiyama      |
| 35 | Giappone (bandiera)      | D     | Yūhei Tokunaga      |

## Statistiche

### Statistiche di squadra
| Competizione           | Punti | Totale | Totale | Totale | Totale | Totale | Totale | DR  |
| Competizione           | Punti | G      | V      | N      | P      | Gf     | Gs     | DR  |
| ---------------------- | ----- | ------ | ------ | ------ | ------ | ------ | ------ | --- |
| J. League Division 1   | 41    | 30     | 13     | 10     | 7      | 46     | 31     | +15 |
| Coppa Yamazaki Nabisco | -     | 8      | 3      | 3      | 2      | 14     | 9      | +5  |
| Coppa dell'Imperatore  | -     | 2      | 0      | 2      | 0      | 4      | 4      | 0   |
| Totale                 | -     | 40     | 16     | 15     | 9      | 64     | 44     | +20 |

### Videografia
- FC Tokyo Stars 1999-2008 (FC東京 スターズ 1999-2008?) ASIN B002AR5O7U
- FC Tokyo 2003 Season Review (FC東京 2003 シーズンレビュー?) ASIN B0001N1OF6